# Emiel Pijnaker
Emiel Pijnaker is een Nederlands singer-songwriter, drummer, filmproducent en journalist. 

## Biografie
De muziekcarrière van Pijnaker begon op de middelbare school, toen hij tijdens een drumworkshop Cesar Zuiderwijk ontmoette, die zijn drumleraar werd. Daarna schreef Pijnaker tijdens zijn tijd als au pair in New Jersey het liedboek ‘Secret Kitchen’, terwijl hij inspiratie haalde uit de wekelijkse bezoeken aan New York, waar hij veel singer-songwriters zag spelen in o.a. Bleecker Street. Twee jaar later was hij als drummer op tournee met de rhythm-and-blues-band van Roy Roberts. Tijdens zijn tournee, terug in New York, deed hij auditie voor een sublabel van Maverick Records en kreeg hij een contract aangeboden. Daarna begon Emiel met schrijven en produceren met Carnegie Hall- en Juilliard-pianist, Daniel Kessner. 
In 2002 keerde Pijnaker terug naar Nederland, waar hij de band Yellow Pearl oprichtte. In 2004 deed de band mee aan het Nationaal Song Festival met de door Pijnaker geschreven song "For you and me". Er werd een platencontract getekend bij BMG Records. Daarna mocht de band o.a. als voorprogramma spelen voor de internationale acts Thin Lizzy en Mother's Finest en tevens op het festival Zwarte Cross in 2006.
In de jaren daarna gaf Pijnaker met Yellow Pearl meer dan 1000 liveshows. In 2008 werd een pauze ingelast.
In 2017 keerde de band terug, waarbij Pijnaker niet meer alleen leadzanger was, maar tevens de drums voor zijn rekening nam. De zomersingle “Temptation” werd in 2017 de 5-sterren track op NPO Radio 2 en werd twee maanden achter elkaar gebruikt tijdens de dagelijkse tv-zomerpromo, zes keer per dag op NPO 1. In 2020 verschenen de singles “Everything is Different Now” en “Nieuw Begin” (een samenwerking met de act Hookmeister) en in 2021 verscheen de single “Stay”, die net als "For you and me" geproduceerd en gemixt werd door Han Nuijten. Tevens tekende Pijnaker in 2021 een nieuw contract met de Duitse muziekuitgeverij Bosworth Music, onderdeel van Wise Music Group.
In december 2022 maakte Pijnaker met Yellow Pearl, in dialoog en in overleg met de KNVB, een nummer dat werd uitgebracht voor de OneLove-campagne, in samenwerking met de artiest Noah Jaora, tijdens het WK in Qatar.  
"For you and me" stond in 2023 stond in de Koninklijke Top 500, een muzieklijst van Radio 2 in het teken van de beste muziek van eigen bodem. Tevens staat het nummer in de Gelderse Top 100 van 2024 (deze lijst omvat hits van regionale, nationale en internationale artiesten).
- International Standard Name Identifier: 0000 0001 3035 5513